# Salt (album)
Albums de Wuthering Heights
The Shadow Cabinet
(2006)
Salt est le cinquième album du groupe danois de Power metal progressif Wuthering Heights, publié en janvier 2010 par Sensory.

## Liste des chansons
Toute la musique est composée par Wuthering Heights.
| No | Titre                         | Durée |
| -- | ----------------------------- | ----- |
| 1. | Away!                         | 1:27  |
| 2. | The Desperate Poet            | 6:28  |
| 3. | The Mad Sailor                | 6:19  |
| 4. | The Last Tribe (Mother Earth) | 7:54  |
| 5. | Tears                         | 5:55  |
| 6. | Weather the Storm             | 6:53  |
| 7. | The Field                     | 5:58  |
| 8. | Water of Life                 | 2:06  |
| 9. | Lost at Sea                   | 16:38 |